# Dalstorp
Dalstorp is een plaats in de gemeente Tranemo in het landschap Västergötland en de provincie Västra Götalands län in Zweden. De plaats heeft 779 inwoners (2005) en een oppervlakte van 114 hectare.
De kerk in Dalstorp is gebouwd in 1965 nadat een eerdere kerk afbrandde. Het ontwerp is van Bent Jörgen Jörgensen.